# Lalitpur (district in India)
Lalitpur is een district van de Indiase staat Uttar Pradesh. Het district telt 977.447 inwoners (2001) en heeft een oppervlakte van 5039 km².
Lalitpur maakt deel uit van de divisie Jhansi. De hoofdstad is het gelijknamige Lalitpur. Andere plaatsen binnen het district zijn onder meer Mahroni en Talbehat.
Het district heeft binnen Uttar Pradesh een opvallende ligging, aangezien het vrijwel helemaal omsloten wordt door de staat Madhya Pradesh. Een dergelijk fenomeen wordt ook wel een panhandle genoemd. Slechts in het noorden heeft Lalitpur een korte grens met het district Jhansi, dat ook tot Uttar Pradesh behoort. Het noordelijke en westelijke grensgebied van het district wordt gedomineerd door de dammen en de stuwmeren van de rivier de Betwa. In het noordoosten wordt Lalitpur begrensd door de rivier de Jamni, in het zuidoosten door de Dhasan.
Hoofdstad: Lucknow
Districten:
Divisie Agra: Agra · Firozabad · Mainpuri · Mathura
Divisie Aligarh: Aligarh · Etah · Hathras · Kasganj
Divisie Ayodhya (Faizabad): Ambedkar Nagar · Amethi · Ayodhya (Faizabad) · Barabanki · Sultanpur
Divisie Azamgarh: Azamgarh · Ballia · Mau
Divisie Bareilly: Bareilly · Budaun · Pilibhit · Shahjahanpur
Divisie Basti: Basti · Sant Kabir Nagar · Siddharthnagar
Divisie Benares (Varanasi): Benares (Varanasi) · Chandauli · Ghazipur · Jaunpur
Divisie Chitrakoot: Banda · Chitrakoot · Hamirpur · Mahoba
Divisie Devipatan: Bahraich · Balrampur · Gonda · Shravasti
Divisie Gorakhpur: Deoria · Gorakhpur · Kushinagar · Maharajganj
Divisie Jhansi: Jalaun · Jhansi · Lalitpur
Divisie Kanpur: Auraiya · Etawah · Farrukhabad · Kannauj · Kanpur Dehat · Kanpur Nagar
Divisie Lucknow: Hardoi · Lakhimpur Kheri · Lucknow · Raebareli · Sitapur · Unnao
Divisie Meerut: Bagpat · Bulandshahr · Gautam Buddha Nagar · Ghaziabad · Hapur · Meerut
Divisie Mirzapur: Bhadohi · Mirzapur · Sonbhadra
Divisie Moradabad: Amroha · Bijnor · Moradabad · Rampur · Sambhal
Divisie Prayagraj (Allahabad): Fatehpur · Kaushambi · Pratapgarh · Prayagraj (Allahabad)
Divisie Saharanpur: Muzaffarnagar · Saharanpur · Shamli